# Zoi Sadowski-Synnott
Zoi Sadowski-Synnott (6 de março de 2001) é uma snowboarder neozelandesa, especializada em competições das modalidades slopestyle e big air. Conquistou os títulos do Campeonato Mundial de 2019 na slopestyle e dos Jogos Olímpicos de 2022 na mesma categoria.